# آزادراه ام۶۶

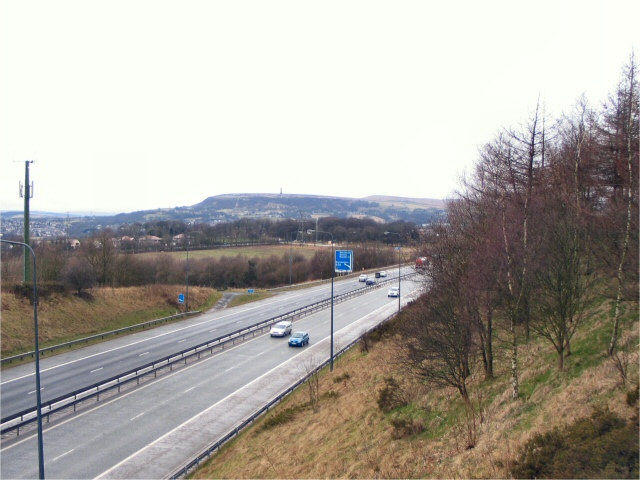
آزادراه ام۶۶

آزادراه‌ ام۶۶ (به انگلیسی: M66 motorway) یک آزادراه در کشور انگلستان است.
این آزادراه که از شهر ادنفیلد شروع میشود، ۱۲.۹ کیلومتر (۸ مایل) مسافت دارد و از شهرهای مهمی مانند بری عبور میکند.